# Orchestra Sinfonica di Indianapolis
L'Indianapolis Symphony Orchestra è una delle principali orchestre americane con sede a Indianapolis, Indiana.

## L'orchestra oggi
Ogni anno, la Indianapolis Symphony Orchestra esegue 200 concerti per più di 350.000 persone. È la più grande organizzazione di arti dello spettacolo in Indiana ed ha una discografia composta di 36 registrazioni. Fin dal 1982 una popolare serie estiva è la Marsh Sinfonia nella Prateria, eseguita nel Conner Prairie, a Fishers, Indiana. Ha ottenuto un record di 13.000 partecipanti per la notte Patriottica Pop.
La sede della ISO è l'Hilbert Circle Theatre, nel centro di Indianapolis sulla Monument Circle. Sedi precedenti sono state la Clowes Hall, nel campus della Butler University e la Caleb Mills Hall. Il Circle Theatre, un ex "cinema", fu rinnovato e ampliato per la Symphony e riaperto il 12 ottobre 1984.
Uno spettacolo annuale per le vacanze, iniziato nel dicembre 1986, è la Celebrazione di Natale IPL, ospitata negli ultimi anni da Sandi Patty e Daniel Rodriguez, tra gli altri.
Nel 2009 l'ISO annunciò la sua prima volta dell'insieme in residenza Time for Three.

## Storia
L'orchestra fu fondata nel 1930 da Ferdinand Schaefer, un professore di violino locale. Nel 1937 Fabien Sevitzky fu assunto come primo direttore musicale dell'Orchestra, mentre i musicisti divennero del tutto professionisti, pagati con uno stipendio settimanale per una stagione di 20 settimane. L'orchestra salì rapidamente alla ribalta nazionale, pubblicando una serie di registrazioni fonografiche sulla RCA Victor e Capitol Records nel 1940 e nei primi anni 1950.
Nel 1956 Izler Solomon fu nominato direttore musicale. L'orchestra fece una tournée a livello nazionale e produsse una serie di concerti internazionali di presentazione. Questa serie vinse un premio del Dipartimento di Stato Americano.
John Nelson divenne direttore nel 1976, e stabilì l'attuale sede dell'orchestra all'Hilbert Circle Theatre nel centro di Indianapolis. Nelson riportò la ISO alle trasmissioni radio su NPR e PBS, così come i concerti alla Carnegie Hall nel 1989 e 1991 e al Kennedy Center. Portò anche l'orchestra nella sua in assoluto prima tournée straniera, in Germania nel 1987, con il violinista Hidetaro Suzuki.
Nelson fu seguito da Raymond Leppard nel 1987. Sotto la direzione di Leppard l'orchestra iniziò una stagione di 52 settimane e fece una serie di registrazioni sull'etichetta Koss Classics. Leppard ritornò con l'orchestra in Europa per altri due tournée nel 1993 e nel 1997. Indianapolis In Onda, una serie radiofonica settimanale iniziata nel 1994, è prodotta da WFYI a Indianapolis ed è in pool con oltre 250 stazioni radio in 38 stati.
La sinfonia annunciò il 19 ottobre 2010 che Krzysztof Urbanski sarebbe diventato il settimo direttore musicale nella storia ottantenne dell'organizzazione, così come il musicista più giovane a guidare l'orchestra.
Alcune delle prime registrazioni dell'orchestra sono riapparse sulla storica etichetta Recordings.co.uk nel Regno Unito.

## Direttori musicali
- Ferdinand Schaefer (1930–1937) (fondatore)
- Fabien Sevitzky (1937–1955)
- Izler Solomon (1956–1975)
- John Nelson (1976–1987)
- Raymond Leppard (1987–2001) (ora Direttore Laureato)
- Mario Venzago (2002–2009)
- Krzysztof Urbanski (2011–attuale)

## Principali Direttori Pop
- Erich Kunzel (1982–2002) - Called the "Prince of Pops"
- Jack Everly (2002–attuale)